# استیون وود
استیون وود (انگلیسی: Steven Wood; ۱۷ مارس ۱۹۶۱ – ۲۳ نوامبر ۱۹۹۵) قایقران کایاک، و قایقران کانو اهل استرالیا بود.